# 10. Württembergisches Infanterie-Regiment Nr. 180
Das 10. Württembergische Infanterie-Regiment Nr. 180 war von 1897 bis 1919 ein Infanterieverband der Württembergischen Armee.

## Geschichte

### Name

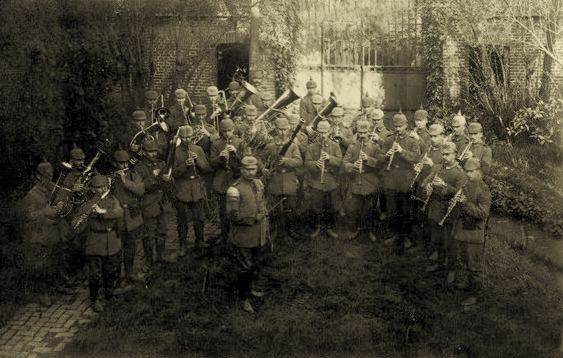
Tübinger Musikkorps

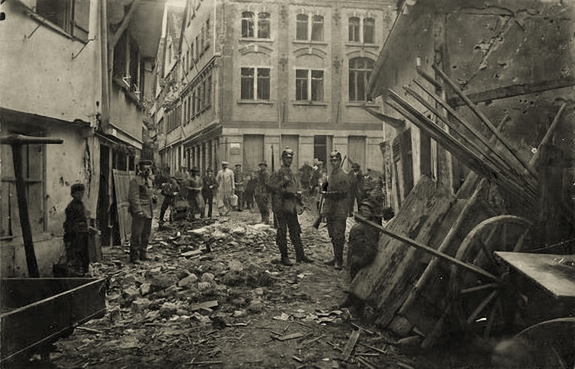
Angehörige des Regiments bei einem Fliegerbombenschaden des Ersten Weltkriegs in der Tübinger Hirschgasse

Das Regiment wurde 1897 aufgestellt, das I. Bataillon aus den IV. (Halb-)Bataillonen des Grenadier-Regiment „Königin Olga“ (1. Württembergisches) Nr. 119 und Infanterie-Regiment „Kaiser Friedrich, König von Preußen“ (7. Württembergisches) Nr. 125, das II. Bataillon aus den IV. (Halb-)Bataillonen des Infanterie-Regiments „Alt-Württemberg“ (3. Württembergisches) Nr. 121 und Füsilier-Regiments „Kaiser Franz Josef von Österreich, König von Ungarn“ (4. Württembergisches) Nr. 122.

### Garnisonen
- 1897 I. Bataillon in Tübingen, II. und III. Bataillon (ab 1913) in Schwäbisch Gmünd

### Einsätze
- 1900 am zweiten internationalen Expeditionskorps in China nahmen Angehörige des Regiments teil. Dort fielen zwei Mann, ein Musiker verstarb.
- 1904/1906 am Kampf gegen die Herero nahmen ebenfalls Soldaten des Regiments in nicht bekannter Stärke teil. Dieser Einsatz blieb ohne Verluste.
- Im Ersten Weltkrieg kämpfte das Regiment nur im Westen.

Am 9. August 1914 kämpfte das zur Unterstützung der Grenztruppen vorausgeworfene Regiment bei Markirch. Im September 1914 wurde die 26. Reserve-Division (1. Königlich Württembergische) der 2. Armee unterstellt und auf den rechten Flügel der deutschen Truppen nach Bapaume (nordwestlich von Albert) verlegt und blieb in diesem Raum bis 1917. 1916 kämpfte sie in der Somme-Schlacht, das Regiment bei Thiepval. 1917 war das Regiment zum Ausbau der Siegfriedstellung bei Bullecourt eingesetzt (dort abgelöst vom Infanterie-Regiment „König Wilhelm I.“ (6. Württembergisches) Nr. 124). In der Schlacht von Arras war das Regiment zunächst bei Monchy, dann bei St. Quentin und danach wieder im Raum Bullecourt eingesetzt. Auch in der dritten Flandernschlacht und vierten Flandernschlacht 1917 kämpfte das Regiment. Nach ersten Erfolgen in der Kaiserschlacht 1918 zog sich die Division auf die Antwerpen-Maas-Stellung zurück, von wo sie nach dem Waffenstillstand von Compiègne den Rückmarsch zu Fuß in den Raum Schwelm antrat. Von dort erreichte sie im Bahntransport Anfang Dezember 1918 die Garnisonen in Württemberg.
108 Offiziere und 2.657 Unteroffiziere und Mannschaften des Regiments fielen, etwa 500 weitere wurden vermisst.

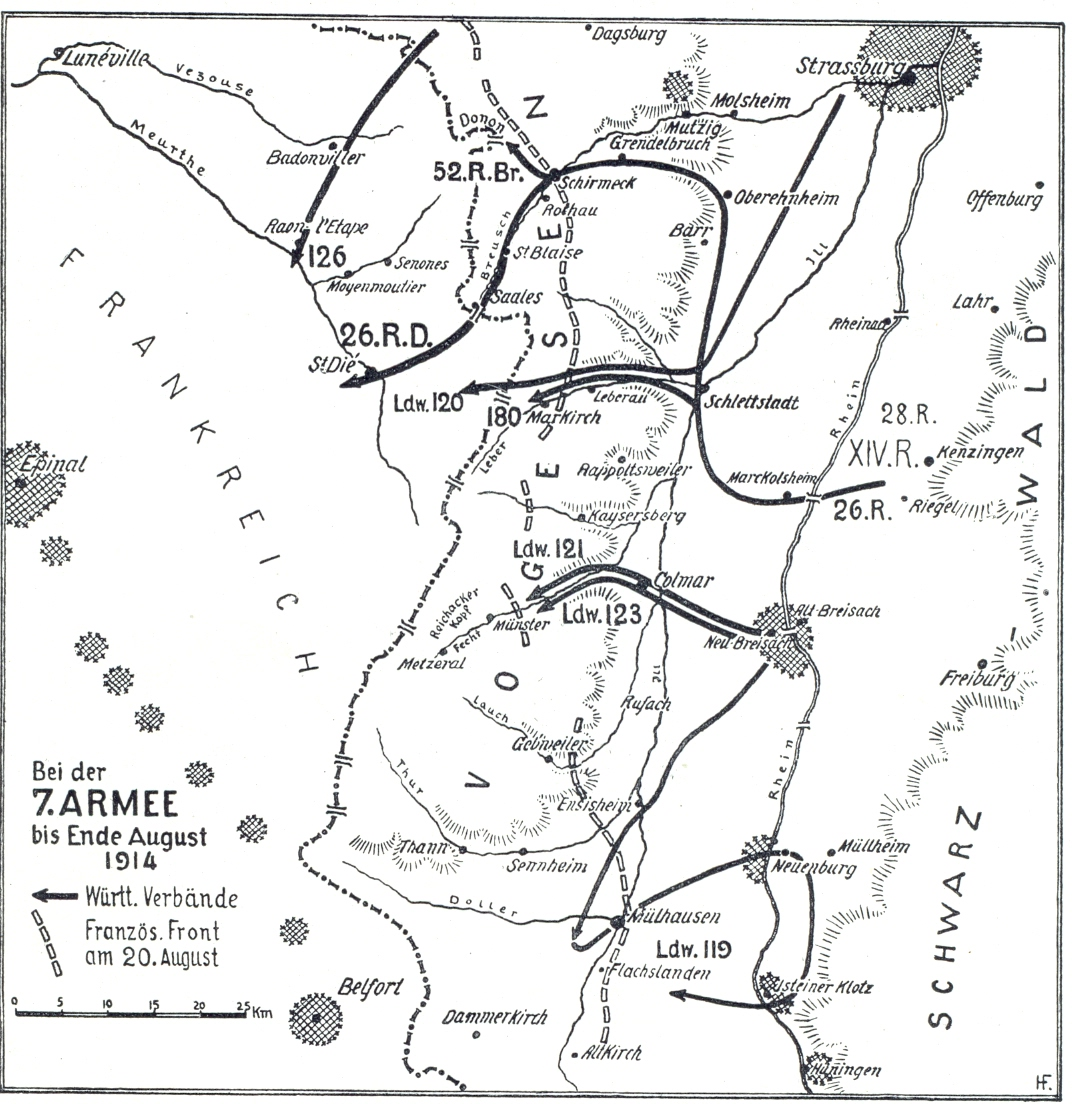
10. Württembergisches Infanterie-Regiment Nr. 180 August 1914
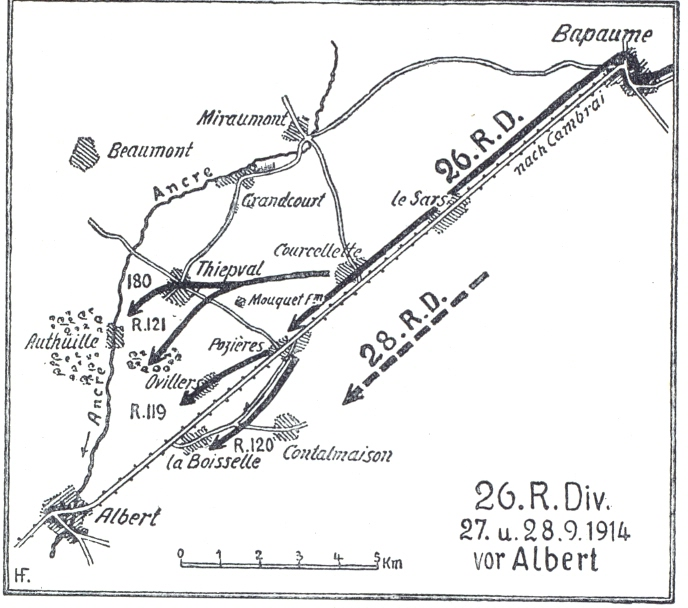
10. Württembergisches Infanterie-Regiment Nr. 180 September 1914
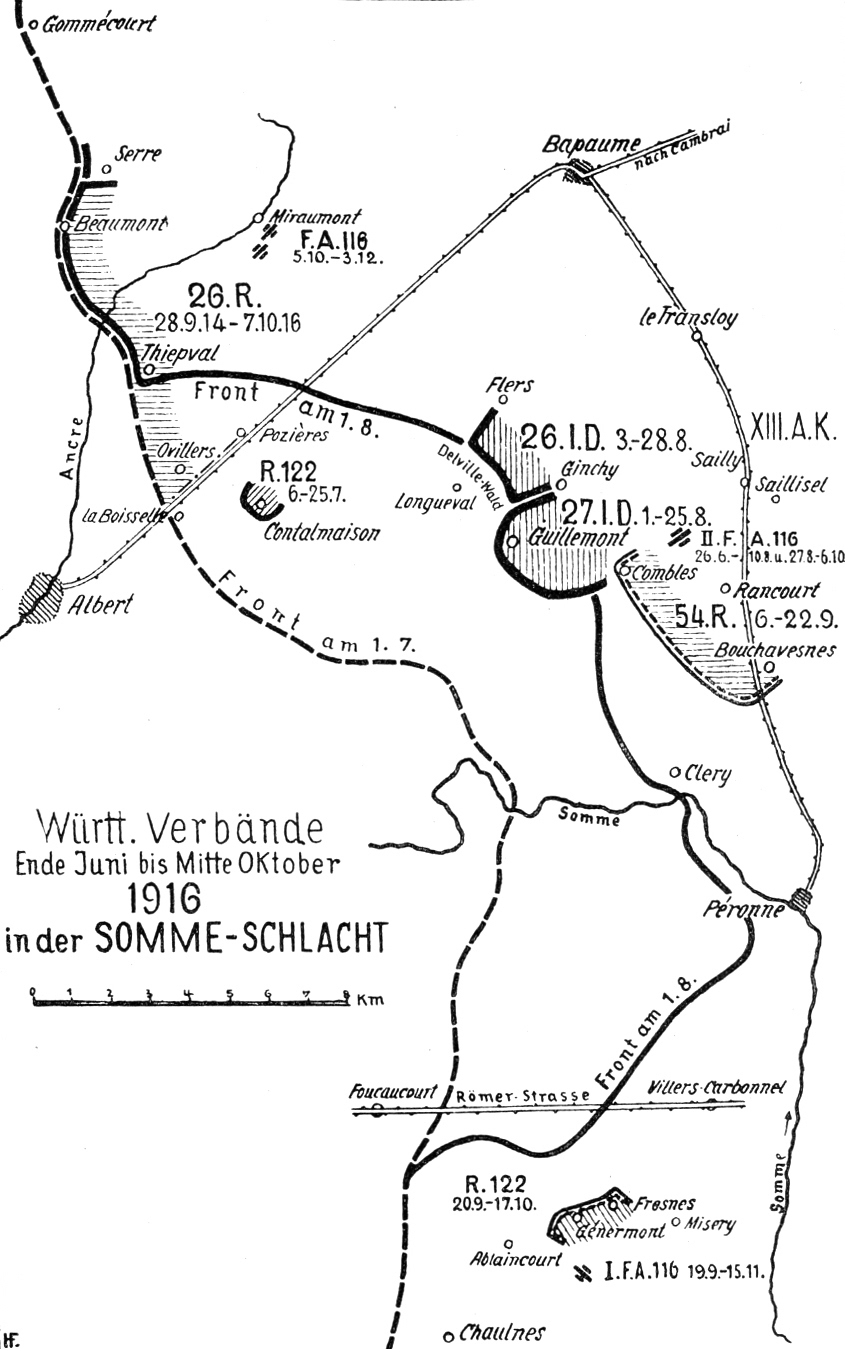
26. Reserve-Division (1. Königlich Württembergische) in der Somme-Schlacht 1916
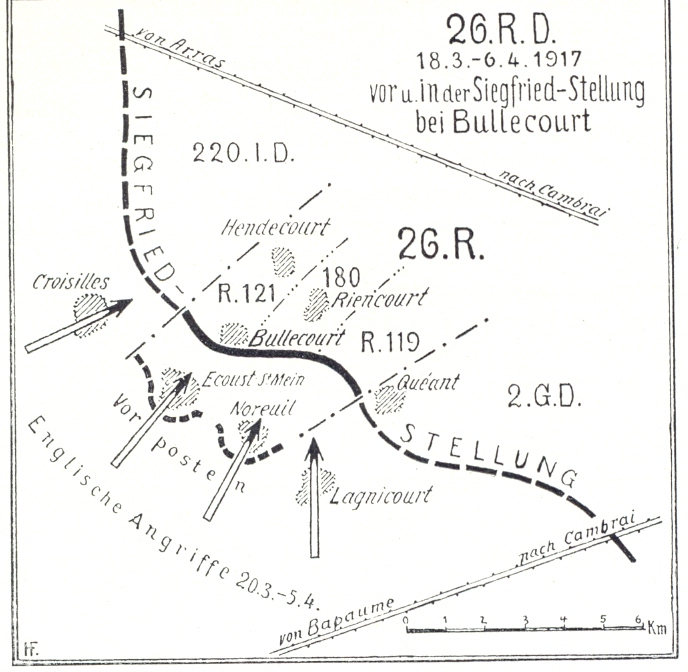
26. Reserve-Division (1. Königlich Württembergische) März 1917 vor Bullecourt
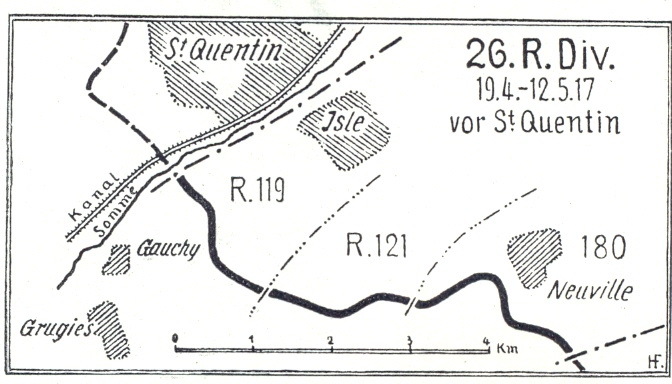
26. Reserve-Division (1. Königlich Württembergische) April 1917 bei St. Quentin
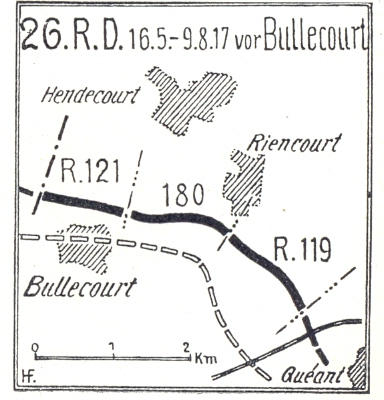
26. Reserve-Division (1. Königlich Württembergische) Mai bis August 1917 bei Bullecourt
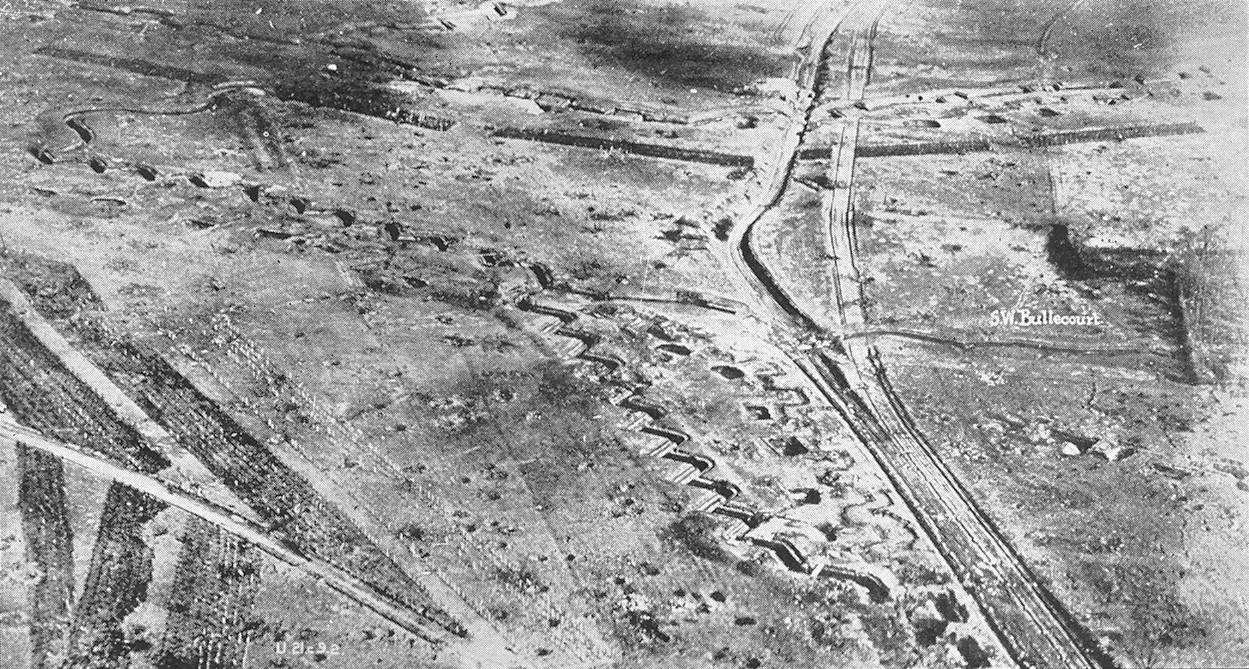
Siegfried-Linie bei Bullecourt 1918
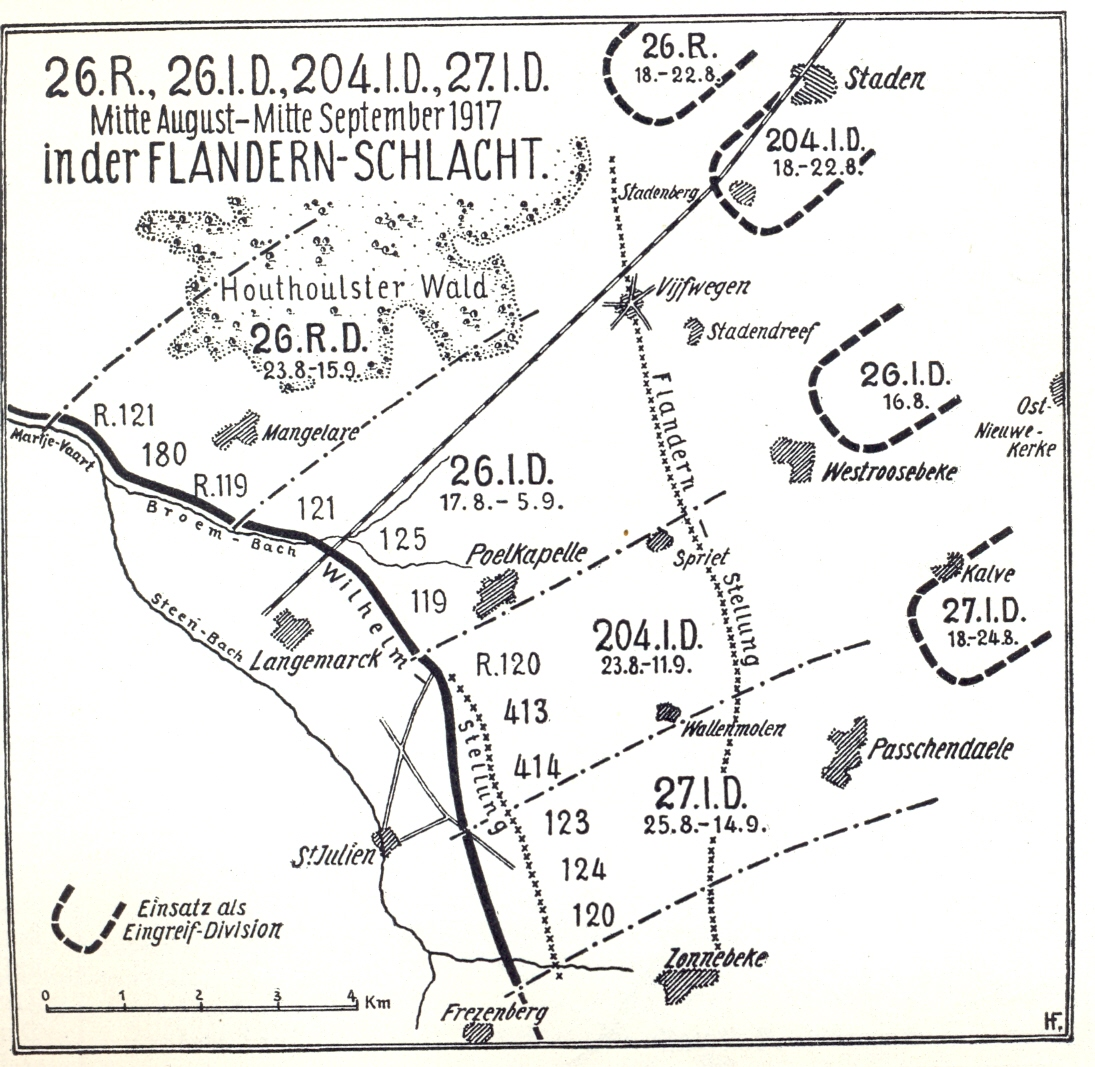
Das Regiment in der Dritten Flandernschlacht 1917
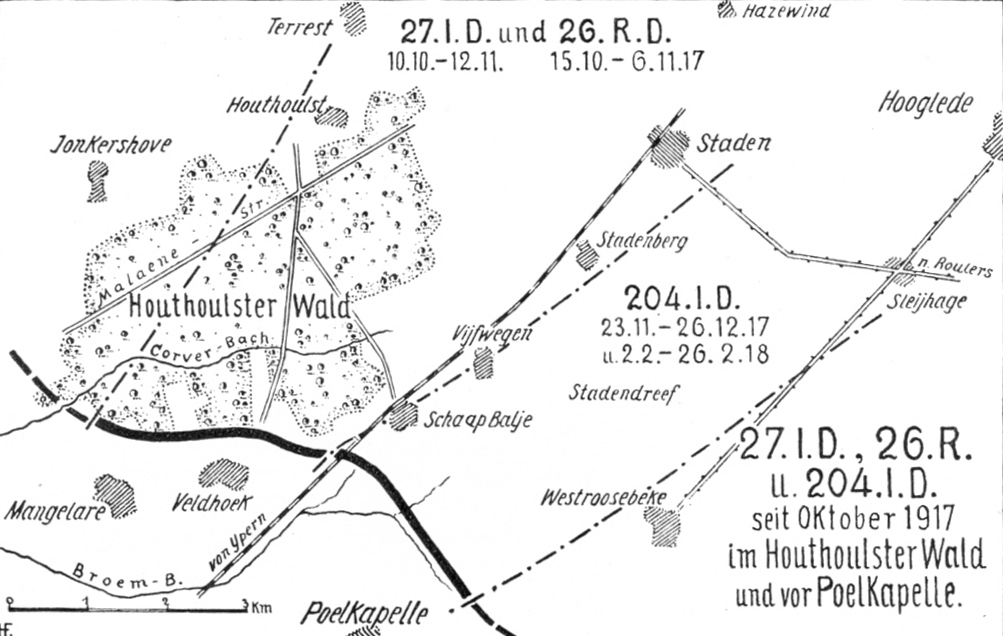
Das Regiment in der Dritten Flandernschlacht 1917
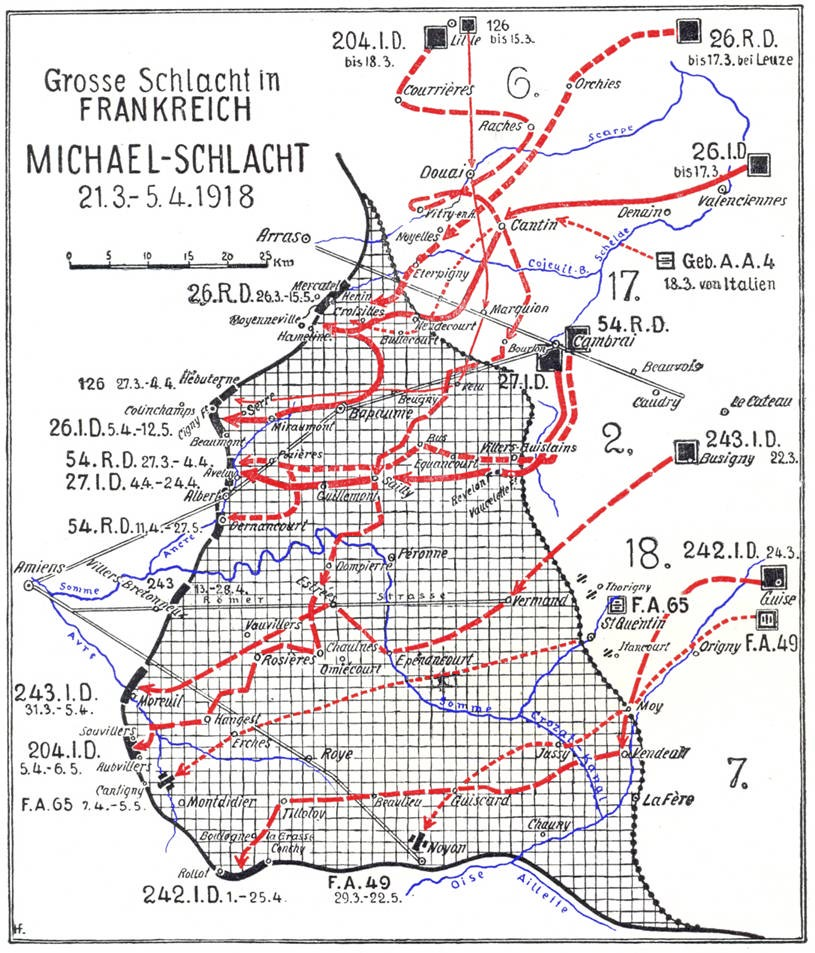
Operation Michael in der deutschen Frühjahrsoffensive (Kaiserschlacht) 1918
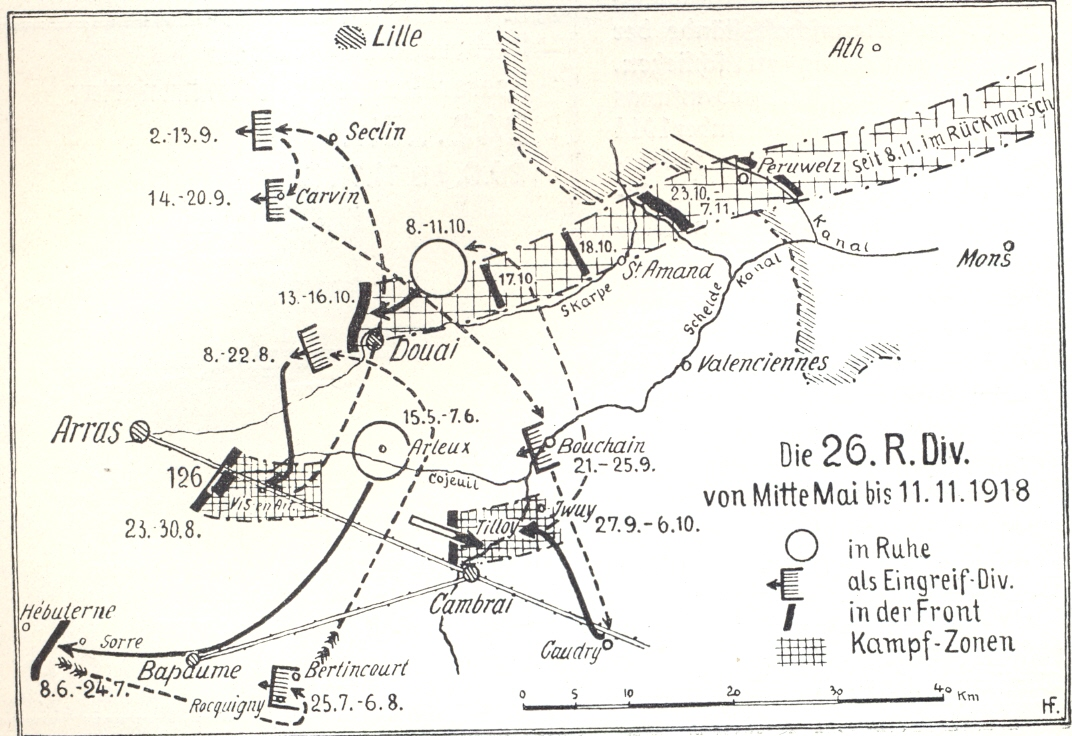
Rückzugskämpfe 1918
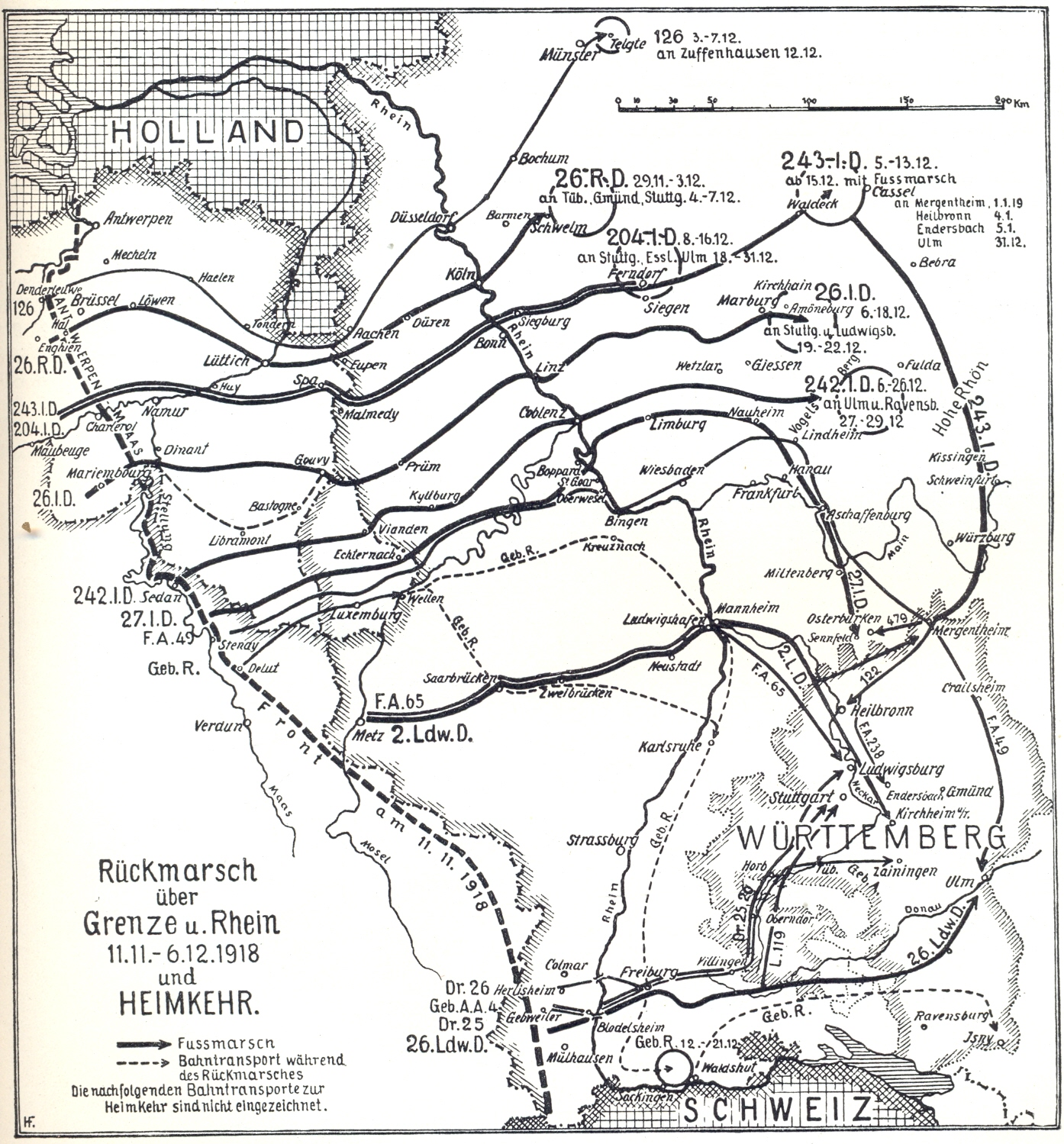
Rückmarsch und Heimkehr

### Verbleib
Nach Kriegsende wurde das Regiment ab 5. Dezember 1918 in Tübingen, das II. Bataillon in Schwäbisch Gmünd, demobilisiert und anschließend aufgelöst.
Aus Teilen formierten sich die Württembergische Sicherheitstruppen sowie die Freiwilligen-Abteilung Haas. Diese gingen dann in die Reichswehr-Schützen-Regimenter 25 und 26 auf.
Die Tradition übernahm in der Reichswehr durch Erlass des Chefs der Heeresleitung General der Infanterie Hans von Seeckt vom 24. August 1921 die 14. und 16. Kompanie des 13. (Württembergischen) Infanterie-Regiments.

## Auftrag
Das Regiment hatte den Auftrag, den infanteristischen Feuerkampf zu führen. Im Frieden wurden die Soldaten hierzu an entsprechenden Waffen sowie als Krankenträger ausgebildet.

## Organisation

### Verbandszugehörigkeit
Von 1897 bis 1914 gehörte das Regiment zur 54. Infanterie-Brigade (4. Königlich Württembergische) in Ulm, (27. Division (2. Königlich Württembergische), XIII. (Königlich Württembergisches) Armee-Korps, 5. Armee).
Das Regiment wurde mit Mobilmachung zum Ersten Weltkrieg mit einer Stärke von 60 Offizieren, 16 Offiziersstellvertretern, sechs Ärzten, drei Zahlmeistern und 3.180 Unteroffizieren und Mannschaften der 51. Reserve-Infanterie-Brigade (26. Reserve-Division (1. Königlich Württembergische)) unterstellt. Im September 1914 kam das Regiment mit der 26. Reserve-Division (1. Königlich Württembergische) zur 2. Armee.

### Gliederung
Das Regiment bestand zunächst aus zwei Bataillonen. Am 1. Oktober 1913 wurde das III. Bataillon aufgestellt.

### Regimentschef
Am 5. Oktober 1916 ernannte König Wilhelm II. seinen Kriegsminister General der Infanterie Otto von Marchtaler zum Regimentschef.

### Kommandeure
| Nr. | Name                          | Beginn der Berufung |
| --- | ----------------------------- | ------------------- |
| 1.  | Gotthard von Dresky           | 01. April 1897      |
| 2.  | Max von Hügel                 | 13. August 1900     |
| 3.  | Preuß. Oberst Georg Noell     | 22. Februar 1903    |
| 4.  | Albert von Berrer             | 14. April 1907      |
| 5.  | Rudolf Niemann                | 25. April 1910      |
| 6.  | Oberst Otto Karl von Link     | 27. Januar 1913     |
| 7.  | Oberst Hermann von Haldenwang | 03. September 1914  |
| 8.  | Heinrich von Hoff             | 26. Oktober 1914    |
| 9.  | Cäsar Amann von Borowsky      | 27. März 1915       |
| 10. | Alfred Vischer                | 23. September 1915  |
| 11. | Reich                         | 15. Oktober 1918    |

Während des Ersten Weltkrieges waren zeitweise Regimentsführer: Oberstleutnant von Grall (Reserve-Infanterie-Regiment Nr. 99), Major Fleischmann, Oberstleutnant Kündinger (Württ. Reserve-Dragoner-Regiment), Hauptmann von Raven.

## Bewaffnung und Ausrüstung

### Hauptbewaffnung
1831 wurden Gewehre mit Perkussionsschloss eingeführt, 1851 das Miniégewehr, ab 1898 der Karabiner 98. Zu Beginn des Ersten Weltkrieges hatte jedes Infanterie-Regiment 6 schwere Maschinengewehre des Typs MG 08, Ende 1917 36 schwere und 72 leichte Maschinengewehre.

### Uniform

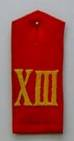
Schulterklappe

Einreihiger, dunkelblauer Waffenrock mit vorn sechs, auf den Patten zwei gelben Knöpfen, rotem Kragen (dunkelblauer Vorstoß), brandenburgischen, roten Ärmelaufschlägen mit blauem Pattenvorstoß, roten Epauletten, Achselstücken und Achselklappen mit Nummer „XIII“; je ein Knopf mit Kompanienummer befand sich auf den Achselklappen und je drei solche an den Taschenleisten hinten. Schwarze Halsbinde, schwarzes Lederzeug, neusilbernes Koppelschloss mit württembergischen Wappen und der Inschrift „Furchtlos und trew“. Preußischer Helm (Pickelhaube) ebenfalls mit württembergischem Wappen und der Devise „Furchtlos und trew“. Schwarz-blaue Hosen (auch zur Parade). Stiefel Knobelbecher.

### Fahnen

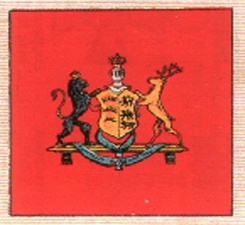
Württembergische Fahne

Das Regiment erhielt 1897 zwei Fahnen aus burgunderrotem Tuch mit weißen Fransen an allen Seiten. In der Mitte der einen befand sich der gold-gelbe gekrönte Namenszug „W“, die andere zeigte das von einem gelben Hirsch und einem schwarzen Löwen gehaltene württembergische Wappen, auf blauem Devisenband die Inschrift „Furchtlos und trew“ sowie das weiße Kreuz des Militärverdienstordens.
Das III. Bataillon erhielt 1913 seine Fahne. Es war die Fahne des Landwehr-Bataillons Reutlingen (II. Bataillon Landwehr-Regiment Nr. 119). Auf dem burgunderroten Tuch befand sich auf der Namensseite der gekrönte Namenszug „K“ und an der oberen Stangenecke ein goldenes Landwehrkreuz.

## Sonstiges
- 1901 errang die 2. Kompanie den Königspreis.